# Geranium scullyi
Geranium scullyi är en näveväxtart som beskrevs av Reinhard Gustav Paul Knuth. Geranium scullyi ingår i släktet nävor, och familjen näveväxter. Inga underarter finns listade i Catalogue of Life.